# Sutera foetida
Sutera foetida là một loài thực vật có hoa trong họ Huyền sâm. Loài này được (Andrews) Roth miêu tả khoa học đầu tiên.